# Dergaon
Dergaon is een dorp in het district Golaghat van de Indiase staat Assam. 

## Demografie
Volgens de Indiase volkstelling van 2001 wonen er 13.364 mensen in Dergaon, waarvan 56% mannelijk en 44% vrouwelijk is. De plaats heeft een alfabetiseringsgraad van 85%. 